# Mimoclystia achatina
Mimoclystia achatina là một loài bướm đêm trong họ Geometridae.